# Dompter le feu
Pour plus de détails, voir Fiche technique et Distribution.
Dompter le feu (en russe : Укрощение огня, Ukroshchenie ognya) est un film historique soviétique réalisé par Daniil Khrabrovitsky. Sorti en 1972, ce film retrace sous la forme d'une fiction les débuts de l'histoire du programme spatial soviétique, depuis les premiers travaux des années 1920 jusqu'au lancement du premier homme dans l'espace en 1961. À l'époque de sa réalisation le programme soviétique est entouré de secrets et les noms utilisés dans le film sont fictifs mais la plupart des personnages sont reconnaissables tels celui qui incarne Serguei Korolev, le père du programme spatial.

## Fiche technique
Sauf indication contraire, les informations mentionnées dans cette section peuvent être confirmées par la base de données cinématographiques IMDb,  présente dans la section « Liens externes ».
- Titre français : Dompter le feu, Le Domptage du feu[1]
- Titre original : Укрощение огня, Ukroshchenie ognya
- Réalisateur : Daniil Khrabrovitski
- Scénariste : Daniil Khrabrovitski
- Photographie : Sergueï Vronski
- Montage : Maria Timofeva
- Musique : Andreï Petrov
- Décors : Youri Kladienko
- Son : Roman Berz, Youri Rabinovitch
- Société de production : Mosfilm
- Pays de production :  Union soviétique
- Langue de tournage : russe
- Format : Couleurs - 2,20:1 - Son mono - 70 mm
- Genre : Film biographique, film historique, film dramatique
- Durée : 166 minutes (2h46)
- Date de sortie :
  - Union des républiques socialistes soviétiques : 12 avril 1972

## Distribution
- Kirill Lavrov : Andreï Bachkirtsev, ingénieur soviétique, chef de RKK Energia
- Ada Rogovtseva : Natacha Bachkirtseva
- Igor Gorbatchev (ru) : Evgueni Ognev
- Andreï Popov : Nikolaï Logounov, membre du CCPCUS
- Igor Vladimirov (ru) : général-colonel Anatoli Golovin
- Innokenti Smoktunovsky : Constantin Tsiolkovski
- Vsevolod Safonov : Leonid Sretenski
- Zinovi Gerdt : Arthur Kartachev,
- Svetlana Korkochko (ru) : Zoïa Konstantinova, ingénieur-constructeur de RKK Energia
- Petr Chelokhonov : Michael Kareline, ingénieur-constructeur de RKK Energia
- Iouri Leonidov (ru) : Morozov
- Evgueni Steblov : Innokenti Bachkirtsev, frère d'Andreï
- Andro Kobaladze : Joseph Staline
- Vera Kouznetsova : mère d'Andreï Bachkirtsev
- Evgueni Matveev : directeur de l'usine
- Vadim Spiridonov : capitaine Ivan Flerov
- Erwin Knausmüller (ru) : général
- Nikolaï Barmine (ru) : général d'aviation
- Ivan Ryjov : Alekseitch
- Valentina Khmara (ru) : secrétaire de Bachkirtsev
- Vladlen Paulus (ru) : assistant de Nikolaï Logounov
- Galina Samokhina (ru) : épisode
- Galix Koltchitski : Igor Kourtchatov
- Igor Petrovsky : épisode
- Lavr Lyndine : épisode